# 방콜롬비아
방콜롬비아(스페인어: Bancolombia)는 콜롬비아의 은행이다.